# Michael Schwarz (Kunsthistoriker)

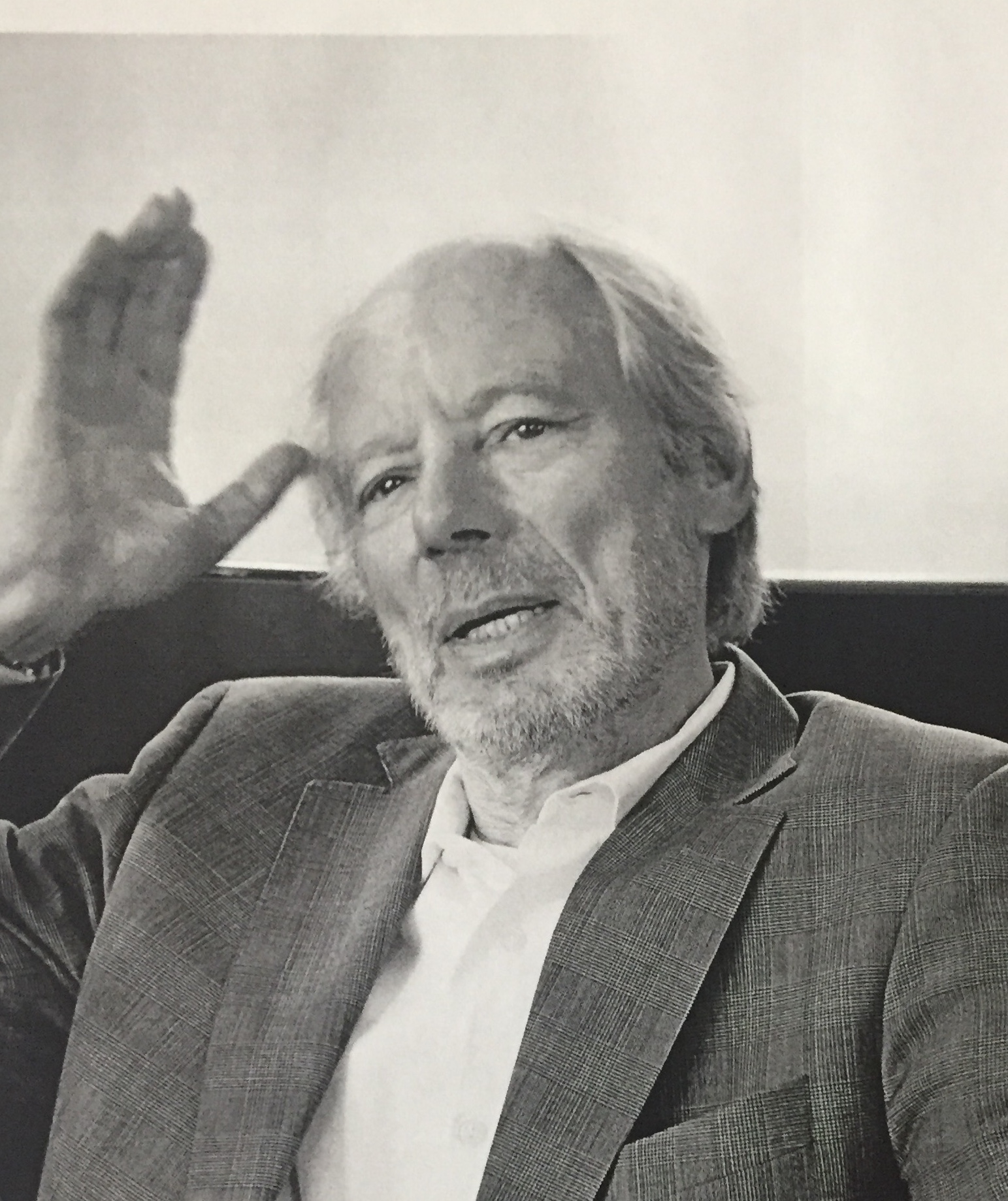
Michael Schwarz (2018)

Michael Schwarz (* 14. Januar 1940 in Greifswald; † 4. Januar 2021 in Braunschweig) war ein deutscher Kunsthistoriker.

## Leben
Michael Schwarz wuchs in der pommerschen Kleinstadt Lassan am Peenestrom auf. Zum Abitur ging er nach Anklam an die Erweiterte Oberschule „Geschwister Scholl“, das heutige Lilienthal-Gymnasium Anklam. Nach dem Schulabschluss flüchtete er aus der DDR in die Bundesrepublik Deutschland.
Michael Schwarz studierte Kunstgeschichte, klassische Archäologie und Publizistik an den Universitäten in München, Wien und Münster. In Münster wurde er 1966 mit dem Thema Georg Raphael Donner – Kategorien der Plastik bei Günther Fiensch promoviert. Nach einem Volontariat am Germanischen Nationalmuseum in Nürnberg und einer Lichtwark-Assistenz an der Hamburger Kunsthalle war er von 1974 bis 1982 Geschäftsführer des Badischen Kunstvereins in Karlsruhe.
Ab 1983 übernahm er eine Professur für neuere Kunstgeschichte an der Hochschule für Bildende Künste Braunschweig, deren Rektor er von 1987 bis 1989 war sowie Präsident von 1996 bis zu seiner Emeritierung im Jahr 2004. Von 1997 bis 2001 bekleidete er das Amt des Sprechers der Rektorenkonferenz der deutschen Kunsthochschulen. Schwarz war von 2006 bis 2014 Vorsitzender des Vereins Museum für Photographie in Braunschweig. Ab 2014 entwickelte er zusammen mit Daniel Hausig und Bettina Pelz (bis 2016) das internationale Forschungsnetzwerk zu LIFA (Light in Fine Arts) mit Sitz an der Hochschule für Bildende Kunst Saar.
Schwarz war Autor und Herausgeber zahlreicher Bücher zur zeitgenössischen Kunst. Er galt als Fachmann für Land Art, Lichtkunst und Installationskunst. Er arbeitete ehrenamtlich in verschiedenen Kunstbeiräten, Kuratorien und Vorständen mit.
Michael Schwarz lebte in Braunschweig und Audierne im Département Finistère an der französischen Atlantikküste. Er starb im Januar 2021, wenige Tage vor seinem 81. Geburtstag.

## Schriften
- Georg Raphael Donner. Kategorien der Plastik. Wilhelm Fink, München 1968.
- Jochen Gerz. Foto/Texte, The French Wall & Stück. Badischer Kunstverein, Karlsruhe 1975.
- Hrsg.: Künstlerehen. Kunstforum international. Bd. 28, 4/1978.
- Christian Boltanski. Reconstitution. Badischer Kunstverein, Karlsruhe 1978.
- mit Andreas Franzke (Hrsg.): Antoni Tàpies. Werk und Zeit. Hatje, Stuttgart 1979.
- mit Helmut Goettle und Wolfgang Hartmann (Hrsg.): Karl Hubbuch 1891–1979. Prestel, München 1981.
- Felix Droese. Ich habe Anne Frank umgebracht. Fischer, Frankfurt am Main 1988.
- Hrsg. zusammen mit Gerhard Pfennig, Die Zukunft der Bilder. Steidl, Göttingen 1993.
- Die Installation. Geschichte und Typologie der Raumkunst. Verlag Leporello, Braunschweig 1994.
- Hrsg.: Licht und Raum. Elektrisches Licht in der Kunst des 20. Jahrhunderts. Wienand, Köln 1998.
- Hrsg.: Beschreiben – z. B. eine Kunsthochschule (= Jahrbuch der Hochschule für Bildende Künste. Bd. 3). Braunschweig 1999.
- James Turrell. Slow Dissolve. Immaterielle Bilder im Erfahrungsraum des Betrachters (= Beiträge zur Sammlung. Bd. 1). Sprengel Museum, Hannover 2002.
- Hrsg.: Lienhard von Monkiewitsch, Farbe und Raum / Color and Space. Kerber, Bielfeld 2006.
- Raimund Kummer, Vor Ort (= Kunst der Gegenwart aus Niedersachsen. Bd. 61). Hannover 2006.
- Hrsg.: Klaus Stümpel, Tiefschlaf im Segelflug, deep sleep and gliding. Kerber, Bielefeld 2014.
- Hrsg.: Peter Tuma – Am Wege. Arbeiten 1999 bis 2019 / En Route. Works from 1999 to 2019. Kerber Verlag, Berlin 2020.

### Aufsätze
- Die Geometrie ist ein Ungeheuer. In: Ausst. Kat. Telefonzeichnungen von Franz Eggenschwieler, Alfonso Hüppi und Dieter Roth. Hrsg.von Michael Schwarz. Badischer Kunstverein, Karlsruhe 1980, S. 54–59.
- Schnittbogen – Anmerkungen zu den Griechischen Stücken und den Kulchur Pieces von Jochen Gerz. In: Ausst. Kat. Jochen Gerz. Griechische Stücke und Kulchur Pieces. Wilhelm-Hack-Museum, Ludwigshafen 1984, S. 8–21.
- Felix Droese: Kreuzwegstationen. In: Ausst. Kat. von hier aus: 2 Monate neue deutsche Kunst in Düsseldorf. Hrsg. von Kaspar König, Düsseldorf 1984, S. 75–78.
- Kunst in Berlin seit 1977. In: Ausst. Kat. BerlinArt 1961 – 1987. Hrsg.von Kynaston McShine. The Museum of Modern Art, New York 1987, S. 79–90.
- Inszenierte Fotografie. Richtig-Stellung der Realität. In: Ausst. Kat. Das Medium der Fotografie ist berechtigt, Denkanstöße zu geben. Die Sammlung F. C. Gundlach. Kunstverein in Hamburg, Hamburg 1989, S. 12–16.
- Erfahrungsräume. Experience Spaces. In: Daidalos. Architektur, Kunst, Kultur. Bd. 41, September 1991, S. 64–75.
- Das Verschwinden des Bildes im Bild. Anmerkungen zu den ›Theaters‹ von Hiroshi Sugimoto. In: Bildersprechen. Hrsg. von der Gruppe ›Gemeinschaftspraxis‹, Köln 2003, S. 215–222.
- Eine kurze Geschichte der Lichtkunst im öffentlichen Raum. In: Stadtlicht/Lichtkunst. Ein Projekt der Initiative Stadtbaukultur des Landes Nordrhein-Westfalen. Hrsg.von Christoph Brockhaus, Köln 2004, S. 42–53.
- Die Sammlung des Zentrums für Internationale Lichtkunst im Spiegel der Kunst des 20. Jahrhundert. In: Zentrum für Internationale Lichtkunst Unna. Die Sammlung. Köln 2004, S. 32–39.
- Johannes Brus - Das Atelier als Chinesische Enzyklopädie / The studio as a Chinese Encyclopedia. In: Johannes Brus – Der ganze Eisberg. Hrsg. von Klaus Gallwitz. Arp Museum Rolandseck, Düsseldorf 2007, S. 78–87.
- Ein Museum leuchtet. Kurze Geschichte der Lichtkunst seit 1960 unter besonderer Berücksichtigung der Werke in der Sammlung Robert Simon. In: Bei Nacht. Lichtkunst in der Sammlung Robert Simon. Kunstmuseum Celle mit Sammlung Robert Simon, Celle 2010, S. 10–20.
- Thomas Virnich – Paradies hin und zurück. In: Thomas Virnich – Paradies hin und zurück. Hrsg. von Michael Brandt und Gerd Winner. Regensburg 2011, S. 7–12.
- Die Kunst zu einem von Krisen und Katastrophen angereicherten Leben zu finden. In: Edmund Kuppel. Projektionen 1970 – 2010. Ausufernde Sehfelder. Hrsg. von Peter Weibel, ZKM – Zentrum für Kunst und Medientechnologie, Karlsruhe 2011, S. 26–29.
- Brigitte Kowanz: Im Spiegel des Lichts – der Betrachter / In the Mirror of the Light –The Beholder. In: Ausst.Kat. Brigitte Kowanz – Think outside the box. Museum Ritter, Waldenbuch 2011/12, S. 11–19.
- Brigitte Kowanz: Lichtgeschwindigkeit 11,5, m/sek / Speed of Light 11,5 m/sec; Mischa Kuball: Mies – Mies; James Turrell: Third Breath. In: Zentrum für Internationale Lichtkunst Unna (Hrsg.): Die Essenz des Lichts / The Essence of Light. Wienand Verlag, Köln 2013, S. 36–43, S. 84–91, S. 116–123.
- Klaus Stümpel: Mon pauvre cœur est un hibou. In: Klaus Stümpel, Tiefschlaf im Segelflug / Deep Sleep and Gliding. Hrsg. von Michael Schwarz, Kerber Verlag, Bielefeld 2014, S. 22–26.
- INNOVATION_PARTIZIPATION_LICHT SEHEN. Lichtkunst im 21. Jahrhundert. INNOVATION_PARTICIPATION_SEEING THE LIGHT. Light Art in the 21st Century. In: Ausst. Kat. Scheinwerfer. Lichtkunst in Deutschland im 21. Jahrhundert. Kunstmuseum Celle mit Sammlung Robert Simon, Celle 2015, S. 37–49.
- Metamere Farben. Über Ortsspezifik und Wahrnehmung, Licht als Material und die Einsamkeit der Künstlers auf nächtlichen Wanderungen. Daniel Hausig im Gespräch mit Michael Schwarz. In: Ausst. Kat. Daniel Hausig – Metamere Farben. Saarländische Galerie, Berlin 2017, S. 9–27.
- Mischa Kuball – Public Preposition. In: Art Light. Quarterly Magazine for Light as a Medium in the Arts. 2017/2, 5–9.
- Raimund Kummer – Nóstos álgos. In: Art Light. Quarterly Magazine for Light as a Medium in the Arts. 2017/5, S. 26–29.
- molitor&kuzmin – Extension – Model 1 : 1. In: Art Light. Quarterly Magazine for Light as a Medium in the Arts. 2018/7, S. 27–29.
- Christoph Dahlhausen – Raum, Skulptur und Licht / Space, Sculpture and Light. In: Ausst. Kat. Christoph Dahlhausen. Lichtblicke. Kunstmuseum Ahlen 2018, S. 5–9, 31–36.
- Daniel Hausig – Über Raumbezug, Lumineszens und die Rolle des Betrachters. Daniel Hausig – On Spatial Reference, Luminescence, and the Role of the Viewer. In: Daniel Hausig, Dynamic Light. Kerber Verlag, Berlin 2019, S. 53–59.
- Peter Tuma, Tepco’s Garden oder die Wahrheit in der Malerei / Peter Tuma, Tepco’s Garden, or the Truth of Painting. In: Ausst. Kat. Peter Tuma – Am Wege. Arbeiten 1999 bis 2019 / Peter Tuma – En Route. Works from 1999 to 2019. Kerber Verlag, Berlin 2020, S. 66–75.
- politisch – unpolitisch. Zwischen Aufklärung und Jahrmarkt: Lichtwerke im öffentlichen Raum / political - non-political. Between enlightenment and fairground: light works in public space. In: Ausst. Kat. Macht!Licht! Kunstmuseum Wolfsburg. Verlag Walther König, Köln 2020, S. 104–114.
- Brigitte Kowanz, Light Steps. In: Ausst. Kat. Lichtparcours 2020. Westermann Verlag Braunschweig 2020.